# 102 minutos que cambiaron al mundo
102 Minutes that changed America (literalmente Ciento dos minutos que cambiaron a Estados Unidos) es un documental de televisión especial de History que muestra los vídeos y testimonios de los testigos de los ataques terroristas al World Trade Center de Nueva York que tuvieron lugar el 11 de septiembre de 2001. Su primer estreno fue transmitido sin comerciales y con un alto puntos de índice de audiencia en la televisión.

## Generalidades
La película muestra en tiempo totalmente real, sin alguna edición agregada. Se pueden ver los eventos de Nueva York utilizando materiales sin editar de los periodistas ciudadanos en su mayoría aficionados y testigos sobre este acontecimiento. El documental se acompaña de un documental de 18 minutos de duración, llamado I-Witness a 9/11, que presenta testigos de primera mano que capturaron las imágenes de la cámara. Además se pueden ver mucha cantidad de información relatada que se extiende al ser agregada junto al documental.
De acuerdo con esta película, se cree que las mayorías de estas imágenes del documental, estaba en posesión del gobierno de Estados Unidos, pero fue puesto en libertad a la historia años después, con una clara transmisión y visualización. El documental atrajo aproximadamente a 5,2 millones de espectadores. En los últimos datos, se transmitió en el Canal 4 en el Reino Unido, France 3 en Francia, History Channel en Brasil y Argentina, desde principios de los años dos mil hasta la actualidad. En Alemania se transmitió en ZDF, en el año 2009 y 2010. A+E Networks, empresa de Histoy, fue la primera en transmitir las imágenes como un aviso publicitario el 11 de septiembre de 2011 a las 8:46 a. m., la hora exacta donde el American Airlines del vuelo 11 se estrelló en la torre número 1 del  World Trade Center.

## Premios
Premios Emmy 2009: en 2009, el documental logró ganar cuatro de los mismos en cuatro siguientes categorías:
1. Mejor especial no ficticio.
2. Edición de imagen excepcional en programa no ficticio.
3. Mejor edición de sonido para programa no ficticio.
4. Mejor mezcla de sonido para programa no ficticio.[4]